# 二回蓮座蕨
二回莲座蕨（学名：Angiopteris bipinnata）为觀音座蓮科觀音座蓮屬下的一个种。

## 扩展阅读
- 維基物種上的相關：二回原始觀音座蓮